# Fred-Zinnemann-Platz
Der Fred-Zinnemann-Platz befindet sich im 3. Wiener Gemeindebezirk, Landstraße. Er wurde 2008 nach dem österreichischen Filmregisseur Fred Zinnemann (1907–1997) benannt.

## Lage und Charakteristik
Der Platz ist eine Verkehrsfläche im Gebiet der Aspanggründe („Euro-Gate“) und wurde bereits vor seiner Errichtung benannt. Die rund 5.000 m² große Platzanlage ist das Herzstück eines vielteiligen Freiraumensembles. Die Platzanlage wurde von Isolde Rajek und Oliver Barosch gestaltet. Auf dem Platz wurden sieben Sitzinseln installiert und mit Hainbuchen bepflanzt. Die Sitzinseln sind so platziert, dass der Platz weitläufig wirken soll. Der Boden ist ornamental gemustert und besteht aus gestrahltem Ortbeton. Die Einbindung der S-Bahnhaltestelle Wien-St. Marx und der Anschluss an die auf unterschiedlichen Höhenniveaus liegenden Wohnhausanlagen erfolgt über eine Freitreppe mit rampenartigen Gehwegen. Dadurch kann ein Höhenunterschied von sechs Metern überwunden werden. Auf raumtrennende Absturzsicherungen und Handläufe wird dabei größtenteils verzichtet. Die Stützmauer ist mit Granitscheiben verkleidet. Auf der Anhöhe befindet sich eine digitale Zeitanzeige. Als Reminiszenz an den namensgebenden Regisseur Fred Zinnemann und seinen wohl größten Film zeigt die Laufschrift täglich um 12:00 Uhr mittags „High Noon“ an.

## Geschichte
Auf dem Gelände des ehemaligen Aspangbahnhofes in Wien-Landstraße wurde seit 2008 das neue Stadtentwicklungsquartier Aspanggründe entwickelt. 2017 wurde die Realisierung am südöstlichen Ende an der Landstraßer Hauptstraße abgeschlossen. Bereits im städtebaulichen Entwicklungskonzept war an der Stelle des heutigen Fred-Zinnemann-Platzes eine Platzanlage vorgesehen. Den Gestaltungswettbewerb gewann das Büro rajek barosch landschaftsarchitekten. 2017 wurde dieser Platz fertiggestellt.
Ein Teil des heutigen Platzes bei der Einmündung der Aspangstraße in den Rennweg hieß von 1990 bis 2008 Ziakplatz nach dem Volksbildner Karl Ziak (1902–1987). Als Kompensation für die Einbeziehung in den Fred-Zinnemann-Platz wurde ein nahegelegener Park Ziakpark benannt.